# Raising the Mammoth
A Raising the Mammoth az amerikai Explorers Club 2002-ben megjelent második, egyben utolsó nagylemeze. A korongot 1998-ban megjelent elődjéhez hasonlóan a Magna Carta Records adta ki. A korong dalaiban olyan vendégek bukkantak fel, mint John Myung, Marty Friedman, Steve Walsh, vagy már az előző Age of Impact albumon is szereplő James LaBrie és Terry Bozzio. A mindössze két terjedelmes dalt tartalmazó Raising the Mammoth ugyan felhívta magára a progresszív rock rajongóinak figyelmét, azonban már annyi kedvező kritikát már nem kapott mint elődje. A pozitív kritikát közzétett progarchives.com kritikusa úgy jellemezte az albumot, mint egy véget nem érő dzsemmelést, valamint külön kiemelte Steve Walsh és James LaBrie teljesítményét.

## Számlista
A dalokat Trent Gardner írta.
|    | Cím                                                                                        | Hossz                         |
| -- | ------------------------------------------------------------------------------------------ | ----------------------------- |
| 1. | Raising The Mammoth 1 - Pt.1: Passage to Paralysis - Pt.2: Broad Decay - Pt.3: Vertebrates | 38:03 - 15:03 - 11:43 - 11:17 |
| 2. | Raising the Mammoth 2: Gigantipithicus                                                     | 21:18                         |

## Közreműködők
- Steve Walsh – ének
- James LaBrie – ének
- Kerry Livgren – gitár
- Marty Friedman – gitár
- Gary Wehrkamp – gitár
- Jeff Curtis – gitár
- Trent Gardner - billentyűs hangszerek
- Mark Robertson - billentyűs hangszerek
- John Myung - basszusgitár
- Hal 'Stringfellow' Imbrie - basszusgitár
- Terry Bozzio - dob, ütőhangszerek

## Produkció
- producer: Peter Morticelli és Mike Varney
- Keverés: Terry Brown
- Maszter: Jim Brick